# Fringford
Fringford es una localidad situada en el condado de Oxfordshire, en Inglaterra (Reino Unido), con una población estimada a mediados de 2016 de 593 habitantes.
Se encuentra ubicada al noroeste de la región Sudeste de Inglaterra, cerca de la frontera con las regiones Midlands del Este y Midlands del Oeste, de la ciudad de Oxford —la capital del condado—, del río Támesis, y al noroeste de Londres.